# Nongsom
Nongsom är en ort i Burkina Faso.   Den ligger i provinsen Province du Bam och regionen Centre-Nord, i den centrala delen av landet, 120 km norr om huvudstaden Ouagadougou. Nongsom ligger 329 meter över havet och antalet invånare är 606.
Terrängen runt Nongsom är platt. Närmaste större samhälle är Tèmnaoré, 5,9 km väster om Nongsom.
Trakten runt Nongsom består i huvudsak av gräsmarker. Runt Nongsom är det ganska tätbefolkat, med 129 invånare per kvadratkilometer.